# Marc de Hond
Marc David de Hond (Amsterdam, 21 september 1977 – Badhoevedorp, 3 juni 2020) was een Nederlands tv-presentator, ondernemer, schrijver, theatermaker en speler van het Nederlands rolstoelbasketbalteam. Hij was tevens actief als dj bij de radiozenders 3FM en Caz!
Hij presenteerde op televisie onder andere de programma's Expedition Unlimited voor LLiNK en De Rekenkamer voor de KRO op Nederland 3 en was de vaste commentaarstem van pokerwedstrijden op RTL 7. In augustus 2008 verscheen een boek van zijn hand met de titel Kracht, waarin hij schreef over zijn revalidatie na het oplopen van een dwarslaesie in 2002. In 2015 toerde hij door Nederland met zijn eerste solo theatervoorstelling Scherven brengen geluk, eind 2016 volgde zijn tweede show: Wie bang is, krijgt ook klappen en in 2018 Voortschrijdend Inzicht.

## Loopbaan

### Internetbedrijf
In 1996 stopte De Hond op 18-jarige leeftijd met zijn studie economie en begon hij met Mark Götz de internetbedrijven Hatchoo! en Veiling.com. Hatchoo! (met een knipoog naar Yahoo!) was een humoristische site waar bekende internetpagina's uit binnen- en buitenland werden geparodieerd. De Hond & Götz schreven tevens van 1998 tot 2001 samen een maandelijkse column voor "Net Magazine". In 1999 werd De Hond Jurgens [?] partner in het bedrijf. In het voorjaar van 2000 werd het succesvolle Veiling.com (een internetveiling, gebaseerd op het Amerikaanse Ebay) verkocht aan de Duitse concurrent  Ricardo. De Hond, Götz en Jurgens kregen aandelen in het beursgenoteerde Ricardo. Het bedrag dat met de deal gemoeid was werd niet bekendgemaakt. In zijn boek Kracht staat dat de verkoop van zijn bedrijf hem "op papier een van de jongste internetmiljonairs van Nederland maakt (...) totdat de waarde van zijn aandelen in een paar maanden tijd in rook opgaat."

### Radio
In 1999 startte De Hond als dj bij Radio3FM. Als jonge internetondernemer was hij te gast in het NCRV-programma BuZz om over zijn carrière te praten. De uitzending beviel zo goed dat hij een paar weken later werd gevraagd om een wekelijks webcastprogramma te presenteren met als thema internet. Het programma kreeg de naam WWW. In de zomer van 2000 ging De Hond samen met Merel Uffing elke zondag het programma BuZz presenteren. Enige tijd combineerde hij zijn ondernemerschap met zijn werk bij Radio 3FM. In 2001 vertrok hij bij zijn internetbedrijf (later ricardo.nl) om zich volledig op zijn presenteerwerk te richten.
In 2001 en 2002 presenteerde De Hond het Radio 3FM Eindexamenjournaal. Verder bedacht en presenteerde hij De BandVeiling, een project van de NCRV, KRO en Amnesty International; waarbij exclusieve privé-optredens van bekende bands voor het goede doel via radio en internet geveild werden.
Naast het programma BuZz was De Hond in 2001 en 2002 ook 's nachts te horen op Radio 3FM. Zijn uitzendingen maakten deel uit van het opleidingstraject waarbij hij twee jaar begeleid werd door Wim Rigter. In 2002 presenteerde hij een nachtprogramma op Radio 1, NachtLicht en liep hij stage als producer bij het programma Ruuddewild.nl van Ruud de Wild, Sander de Heer en Jeroen Kijk in de Vegte.
Van 2003 tot 2006 was hij elke zondagavond te beluisteren bij BuZz op Radio 3FM en viel hij geregeld in als presentator op Radio 2 bij Plaza. Verder presenteerde hij het Eindexamenjournaal op radio en tv, en vanaf 2003 de jaarlijkse uitzending van de Oscars op Radio 1.
Op 21 maart 2006 maakte hij bekend te stoppen met de presentatie van BuZz. In april 2006 was hij de eerste dj die de overstap maakte naar de nieuwe radiozender Caz!, waar hij tot 28 juni 2007 elke maandag tot en met donderdagavond te horen was met zijn programma Wacht U voor de Hond.

### Televisie
In 2006 was De Hond een van de presentatoren van het nieuwsoverzicht in Goedemorgen Nederland (GMNL) op Nederland 1. In 2006 en 2007 was hij jurylid bij de Mis(s)verkiezing, gepresenteerd door Lucille Werner. Hugo Borst en Wilfried de Jong maakten een portret van De Hond en zijn vader in de serie Over Vaders en Zonen, dit werd door de VPRO in maart 2007 uitgezonden. In diezelfde maand werd hij de vaste commentaarstem van RTL Poker, in die hoedanigheid deed hij samen met Arthur van der Meeren (en later Guido de Bruijn) verslag van alle edities van de EPT, de MCOP, Stars of Poker, RTL's Next Star of Poker en Late Night Stars of Poker. In oktober 2007 ging hij het programma 30 presenteren bij Het Gesprek.
Voor LLiNK presenteerde De Hond samen met Froukje Jansen het avonturenprogramma Expedition Unlimited dat eind 2008 te zien was op Nederland 3. In iedere aflevering racen vijf teams - die elk bestaan uit een persoon met een lichamelijke beperking en een model - door Zuid-Afrika.
In 2009 was De Hond deelnemer in Eet Smakelijk. Samen met Manuel Venderbos en kok Leon Mazairac maakte hij een maaltijd met eend. Deze werd door hen zelf opgehaald bij de boer, geslacht en bereid.
In oktober 2009 speelde De Hond zes afleveringen mee in de, van oorsprong, Vlaamse tv-quiz De Slimste op RTL 4 o.l.v. presentator Martijn Krabbé. Anniko van Santen was elke avond zijn tegenstander. Samen schakelden ze achtereenvolgens Charly Luske, Mark van Eeuwen, Boris van der Ham, Edo Brunner, Yvonne Kroonenberg en Viola Holt uit.
Op 19 januari 2011 bleek hij de slimste BN'er tijdens De Nationale IQ Test. Hij behaalde een score van 131.
Van september 2012 tot 2014 was De Hond te zien als een van de presentatoren van het KRO-programma De Rekenkamer op Nederland 3.
Eind 2013 speelde hij de hoofdrol in een aflevering van het programma Factcheckers van Joep van Deudekom en Rob Urgert. De aflevering waarin hij te zien was had als titel "Hoe gelukkig is Nederland?"
In 2014 startte De Hond met de presentatie van het Paralympisch Sportjournaal waarin hij de prestaties van sporters volgde op hun weg naar de Paralympische Spelen in Rio de Janeiro in 2016. Het programma is een initiatief van NOC*NSF.
Op 17 april 2014 speelde De Hond naast Jan Dulles (Jezus) een apostel in de vertolking van The Passion op de vismarkt in Groningen.
Tijdens de Paralympische Spelen in Rio de Janeiro (september 2016) verzorgde De Hond het commentaar bij alle wedstrijden van het rolstoelbasketbal. Daarnaast schoof hij dagelijks voor analyses aan in het studioprogramma van de NOS dat gepresenteerd werd door Herman van der Zandt.
In 2018 was hij opnieuw co-host van Herman van der Zandt bij de Paralympische Winterspelen in Zuid-Korea. De Hond verzorgde het commentaar bij het Para Ice Hockey, en beantwoordde onder meer vragen van de kijkers in zijn eigen rubriek #hoezitdat.
Begin 2020 was hij wederom kandidaat in De Slimste Mens. Hij speelde zeven afleveringen mee, waarin hij vier keer de slimste was. Hij plaatste zich voor de finale en werd uiteindelijk derde.

### Film
In 2009 was De Hond een van de regisseurs van DSB the Movie, een film over de ondergang van de DSB Bank van Dirk Scheringa. De film werd zonder budget gemaakt met behulp van crowdsourcing. Het is de eerste Nederlandse speelfilm die op deze manier tot stand komt. 400 vrijwilligers werkten mee aan de film.
In december 2013 maakte hij een korte documentaire: Permanent op vakantie. De film gaat over Hans van Mourik, de man die tijdens De Hond's revalidatie in de kamer naast hem lag. Hans heeft een hoge dwarslaesie, hij raakte verlamd vanaf nekhoogte.
In mei 2014 ging De Hond volledig eigenhandig gemaakte film Giel - de doorbraak van een shockjock in première. Het is een documentaire over Giel Beelen, waarin de roemruchte beginjaren van diens dj-loopbaan worden gereconstrueerd. Onder anderen Gerard Ekdom en Rob Stenders zijn de hoofdvertellers in de film. De film werd tijdens Serious Request 2014 in Haarlem vertoond in de bioscoop. De opbrengst ging volledig naar het Rode Kruis. Op 19 december 2014 werd de film uitgezonden op NPO Doc.

### Theater
In november 2012 hield De Hond een TEDtalk op TEDxAmsterdam in de Stadsschouwburg. Hij vertelde over The Power of Adaptation, de overlevingskracht die mensen hebben om zich aan te passen aan uitzonderlijke situaties. In januari 2013 maakte hij zijn theaterdebuut als een van de deelnemers aan deLULverhalen. De show was een initiatief van cabaretier Howard Komproe, waarin prominente Nederlandse mannen een intiem verhaal vertelden. De Hond vertelde over liefde, seks en eigenwaarde vlak voor en vlak na het oplopen van zijn dwarslaesie.
In 2014 werd De Honds eerste solotheatertournee aangekondigd: Scherven brengen geluk, ter gelegenheid van het koperen jubileum van zijn dwarslaesie. Onder regie van Silvester Zwaneveld vertelde De Hond in zijn show over het geluk dat het krijgen van een handicap hem gebracht had.
In het voorjaar van 2016 werd bekend dat De Hond in het nieuwe theaterseizoen zou terugkeren in de Nederlandse theaters. Zijn tweede soloshow kreeg de titel Wie bang is, krijgt ook klappen over het overwinnen van angst, waarin het oorlogsverhaal van De Honds grootvader - Sam de Hond - de rode draad vormde. Regisseur was wederom Silvester Zwaneveld.
In 2018 ging De Hond kort het theater in met zijn derde voorstelling Voortschrijdend Inzicht, een verhaal over omgaan met verandering waarin klimaatverandering een belangrijk deel uitmaakte en de echtscheiding van zijn ouders de rode draad vormde. Hij annuleerde het tournee van zijn theatershow eind december 2018. Er was een kwaadaardige tumor in zijn blaas gevonden en een operatie was noodzakelijk. Begin 2020 werd Voortschrijdend Inzicht hervat in een vernieuwde vorm: aangezien er een reële kans is dat hij door zijn ziekte zijn kinderen niet kon zien opgroeien wilde hij iets bijzonders aan ze nalaten. Hij vroeg 29 prominente interviewers, waaronder Humberto Tan, Gordon, Paul de Leeuw, Eva Jinek en Janine Abbring hem in het theater te interviewen. Dit werd gefilmd. Mocht hij er later onverhoopt niet voor zijn kinderen zijn dan kunnen zij hem door de gesprekken alsnog leren kennen. De theatersessies moesten door de in 2020 heersende corona-epidemie eerder worden stopgezet. 

### Rolstoelbasketbal
De Hond speelde vanaf 2007 rolstoelbasketbal. Van 2007 tot 2016 kwam hij in actie voor BV Lely (nu Apollo Amsterdam), dat uitkwam in de landelijke Eredivisie. In februari 2010 werd hij ambassadeur van Fonds Gehandicaptensport. Sinds het voorjaar van 2010 trainde hij mee met de nationale selectie. Op 26 mei 2010 werd hij voor het eerst geselecteerd door bondscoach Gertjan van der Linden en debuteerde hij in het Nederlands team in een interland tegen Duitsland. In september 2011 maakte De Hond deel uit van het Nederlands team dat deelnam aan het Europees Kampioenschap in Nazareth. Ze behaalden een achtste plaats en misten daarmee kwalificatie voor de Paralympics. Na drie jaar fulltime sporten nam De Hond eind 2012 afscheid van het Nederlands rolstoelbasketbalteam om meer tijd te kunnen besteden aan zijn maatschappelijke carrière. Hij bleef wel in de Eredivisie spelen: eerst met zijn Amsterdamse club, vanaf 2016 bij BV Hoofddorp.

### Schaduwkamer
In de zomer van 2010 lanceerde hij samen met zijn vader Maurice de Hond Schaduwkamer, een website waar Nederlanders mee konden stemmen met alle belangrijke stemmingen in de Tweede Kamer. Na anderhalf jaar werd hier echter (voorlopig) de stekker uit getrokken.

## Privéleven
Marc de Hond was de zoon van opiniepeiler Maurice de Hond en Jasmin Busnach. Zijn moeder overleed in 1980 aan kanker. Hij had een broer, een halfbroer en drie halfzusjes. Hij groeide op bij zijn vader en diens tweede echtgenote.
Rond kerst 2002 werd bij De Hond een tumor ontdekt in zijn ruggenmerg. In drie operaties werd de tumor verwijderd, maar na een van de operaties raakten de zenuwen in zijn ruggenmerg bekneld. Het medische personeel  greep echter niet tijdig in toen er complicaties ontstonden, waardoor hij gedeeltelijk verlamd raakte. In een intensief revalidatieproces dat uiteindelijk vier jaar in beslag nam, leerde hij opnieuw staan en korte stukjes lopen. Dit ging moeizaam en voelde uiteindelijk te geforceerd, waardoor hij in zijn dagelijks bestaan volledig rolstoelafhankelijk zou blijven. Over zijn periode van revalidatie, en uiteindelijk acceptatie, schreef hij het boek Kracht dat eind augustus 2008 verscheen bij uitgeverij Nieuw Amsterdam.
In mei 2016 verscheen zijn eerste kinderboek: De fantastische scheve toren van Pisa. Daarin is het verhaal van Stan te lezen. Een 8-jarige jongen in een rolstoel, die zijn schaamte voor zijn handicap overwint op het moment dat hij zich realiseert dat het succes van de Toren van Pisa te danken is aan het feit, dat het gebouw - net als Stan - anders is uitgepakt dan oorspronkelijk bedoeld was.
Van 2011 tot zijn dood had hij een relatie met meerkamp-atlete Remona Fransen. Het stel trouwde in 2019 en kreeg een dochter en een zoon. Eind 2018 werd bij De Hond blaaskanker ontdekt. Hij moest hiervoor intensieve behandelingen en een operatie ondergaan. Op 3 juni 2020 overleed De Hond aan de gevolgen van zijn ziekte. De Hond schreef een boek over zijn ziekbed, dat na zijn dood werd uitgegeven: Licht in de tunnel.